# Serapio Calderón
Serapio Calderón (1843 – 1922) var Perus præsident i flere måneder i 1904.
Vicepræsident Calderón blev præsident efter at Manuel Candamo døde i embedet. Efter nye valg blev José Pardo y Barreda præsident.